# Puchar Ukrainy w piłce nożnej (2017/2018)
Puchar Ukrainy 2017/2018 (oficjalna nazwa: Puchar Ukrainy w piłce nożnej, ukr. Кубок України з футболу) – 27. rozgrywki ukraińskiej PFL, mające na celu wyłonienie zdobywcy krajowego Pucharu, który zakwalifikuje się tym samym do Ligi Europy UEFA sezonu 2018/2019. Sezon trwał od 9 lipca 2017 do 9 maja 2018.
W sezonie 2017/2018 rozgrywki te składały się z:
- pierwszej rundy wstępnej
- drugiej rundy wstępnej
- trzeciej rundy wstępnej, do której dołączyły 6 zespołów Premier-lihi sezonu 2015/2016,
- meczów 1/8 finału,
- meczów 1/4 finału,
- meczów 1/2 finału,
- meczu finałowego.

## Drużyny
Do rozgrywek Pucharu przystąpiło 53 kluby: 12 z Premier-lihi, 18 z Pierwszej Lihi i 21 z Drugiej Lihi oraz Zdobywca i Finalista Pucharu Ukrainy 2016/17 roku spośród drużyn amatorskich.
| Kluby Premier Lihi: | Kluby Pierwszej Lihi: | Kluby Drugiej Lihi: | Uczestnicy Pucharu Ukrainy spośród drużyn amatorskich:                    |
| - Czornomoreć Odessa - Dynamo Kijów - Karpaty Lwów - FK Mariupol - FK Ołeksandrija - Olimpik Donieck - Stal Kamieńskie - Szachtar Donieck - Weres - Worskła Połtawa - Zirka Kropywnycki - Zoria Ługańsk | - Awanhard Kramatorsk - Arsenał Kijów - Bałkany Zoria - Czerkaśkyj Dnipro Czerkasy - Desna Czernihów - Helios Charków - Hirnyk-Sport Horiszni Pławni - Inhułeć Petrowe - Kołos Kowaliwka - Kremiń Krzemieńczuk - MFK Mikołajów - Naftowyk-Ukrnafta Ochtyrka - Obołoń-Browar Kijów - FK Połtawa - Ruch Winniki - PFK Sumy - Wołyń Łuck - Żemczużyna Odessa | - Ahrobiznes Wołoczyska - Arsenał-Kyjiwszczyna Biała Cerkiew - Bukowyna Czerniowce - Dnipro - SK Dnipro-1 - Enerhija Nowa Kachowka - FK Lwów - Metalist 1925 Charków - Metałurh Zaporoże - Myr Hornostajiwka - FK Nikopol - Nywa Tarnopol - Nywa-W Winnica - Podilla Chmielnicki - Polissia Żytomierz - Prykarpattia Iwano-Frankiwsk - Reał Farma Odessa - Skała Stryj - Sudnobudiwnyk Mikołajów - Tawrija Symferopol - FK Tarnopol | - Czajka Petropawliwśka Borszczahiwka (zdobywca) - SKK Demnia (finalista) |

## Terminarz rozgrywek

### Pierwsza runda wstępna (1/64)
Mecze rozegrano 9 lipca 2017, z wyjątkiem meczu Sudnobudiwnyk Mikołajów - Bałkany Zoria, który odbył się 10 lipca 2017.
| Czajka Petropawłowska Borszczahówka | 0:2 | Ruch Winniki                 |                  |
| Podilla Chmielnicki                 | 1:3 | Nywa-W Winnica               |                  |
| FK Nikopol                          | 1:0 | Myr Hornostajiwka            | dod.             |
| SKK Demnia                          | 2:1 | FK Dnipro                    | dod.             |
| Metalist 1925 Charków               | 2:2 | Nywa Tarnopol                | dod., k.3:4      |
| Reał Farma Odessa                   | 1:3 | Enerhija Nowa Kachowka       |                  |
| FK Lwów                             | 2:0 | Kremiń Krzemieńczuk          |                  |
| FK Tarnopol                         | 1:1 | Ahrobiznes Wołoczyska        | dod., k.3:5      |
| Tawrija-Symferopol                  | +:- | Skała Stryj                  | rezygnacja gości |
| Arsenał-Kyjiwszczyna Biała Cerkiew  | 0:3 | Prykarpattia Iwano-Frankiwsk |                  |
| Metałurh Zaporoże                   | 0:2 | Polissia Żytomierz           |                  |
| SK Dnipro-1                         | 5:0 | Bukowyna Czerniowce          |                  |
| Sudnobudiwnyk Mikołajów             | 0:2 | Bałkany Zoria                |                  |

### Druga runda wstępna (1/32)
Mecze rozegrano 26 lipca 2017, z wyjątkiem meczu Tawrija-Symferopol - Nywa-W Winnica, który odbył się 27 lipca 2017.
| Awanhard Kramatorsk    | 1:0 | MFK Mikołajów                |             |
| Helios Charków         | 0:0 | Obołoń-Browar Kijów          | dod., k.3:1 |
| Inhułeć Petrowe        | 3:1 | FK Połtawa                   |             |
| Nywa Tarnopol          | 0:2 | Prykarpattia Iwano-Frankiwsk |             |
| Enerhija Nowa Kachowka | 1:4 | Żemczużyna Odessa            |             |
| Ruch Winniki           | 1:3 | Hirnyk-Sport Horiszni Pławni | dod.        |
| Desna Czernihów        | 4:0 | Bałkany Zoria                |             |
| Ahrobiznes Wołoczyska  | 2:2 | Naftowyk-Ukrnafta Ochtyrka   | dod., k.5:4 |
| Kołos Kowaliwka        | 3:2 | Czerkaśkyj Dnipro Czerkasy   |             |
| SKK Demnia             | 1:0 | Polissia Żytomierz           |             |
| FK Nikopol             | 0:1 | Arsenał Kijów                |             |
| FK Lwów                | 3:0 | Wołyń Łuck                   |             |
| SK Dnipro-1            | 2:0 | PFK Sumy                     |             |
| Tawrija-Symferopol     | 2:1 | Nywa-W Winnica               | dod.        |

### 1/16 finału
Mecze rozegrano 20 września 2017.
| SKK Demnia                   | 1:2 | FK Lwów                      |             |
| SK Dnipro-1                  | 1:0 | Hirnyk-Sport Horiszni Pławni |             |
| Żemczużyna Odessa            | 1:1 | Stal Kamieńskie              | dod., k.1:4 |
| Awanhard Kramatorsk          | 0:2 | Worskła Połtawa              |             |
| Tawrija-Symferopol           | 3:2 | Zirka Kropywnycki            | dod.        |
| Kołos Kowaliwka              | 1:2 | FK Mariupol                  |             |
| Prykarpattia Iwano-Frankiwsk | 2:1 | Karpaty Lwów                 |             |
| Helios Charków               | 1:2 | Desna Czernihów              |             |
| Ahrobiznes Wołoczyska        | 1:2 | Weres Równe                  | dod.        |
| Inhułeć Petrowe              | 0:0 | Arsenał Kijów                | dod., k.5:6 |

### 1/8 finału
Mecze rozegrano 25 października 2017.
| SK Dnipro-1                  | 1:0 | Czornomoreć Odessa | dod., k.8:7 |
| Arsenał Kijów                | 0:1 | Weres Równe        |             |
| FK Ołeksandrija              | 2:3 | Dynamo Kijów       | dod.        |
| FK Lwów                      | 1:1 | Stal Kamieńskie    | dod., k.5:3 |
| Tawrija-Symferopol           | 0:5 | FK Mariupol        |             |
| Worskła Połtawa              | 2:0 | Olimpik Donieck    | dod.        |
| Prykarpattia Iwano-Frankiwsk | 0:2 | Desna Czernihów    |             |
| Zoria Ługańsk                | 3:4 | Szachtar Donieck   | dod.        |

### 1/4 finału
Mecze rozegrano 29 listopada 2017.
| Szachtar Donieck | 4:0 | Weres Równe  |      |
| Desna Czernihów  | 0:2 | Dynamo Kijów |      |
| Worskła Połtawa  | 1:2 | FK Mariupol  |      |
| FK Lwów          | 1:2 | SK Dnipro-1  | dod. |

### 1/2 finału
Mecze rozegrano 18 kwietnia 2018.
| SK Dnipro-1      | 1:4 | Dynamo Kijów |  |
| Szachtar Donieck | 5:1 | FK Mariupol  |  |

### Finał
Mecz został rozegrany 9 maja 2018.
| 9 maja 2018 {{{4}}} | Dynamo Kijów | 0:2(0:0)Raport | Szachtar Donieck · Facundo Ferreyra 48' · Jarosław Rakycki 61' | Dnipro Arena, Dniepr Widzów: 28155 Sędzia: Jurij Możarowski (Lwów) |
|                     |              |                |                                                                |                                                                    |

| Zdobywca Pucharu Ukrainy 2017/18 |
| -------------------------------- |
| Szachtar Donieck 12 tytuł        |
| ...                              |